# Chrysanthellum americanum
Espèce
Classification phylogénétique
Chrysanthellum americanum est une espèce de plante à fleurs de la famille des Asteraceae. Elle est originaire d'Amérique du Sud et d'Afrique.
Les noms français de ces plantes aux fleurs jaunes sont herbe aux fleurs d’or, camomille d’or.

## Description

### Culture
Chrysanthellum americanum est aujourd'hui essentiellement récolté sur les hauts plateaux d'Afrique. 

### Composant
- Riche en flavonoïdes
- La vitamine P qu'elle contient favorise la circulation des capillaires sanguins et augmente leur résistance

## Pharmacopée
- Partie utilisée: la plante entière.
- Propriétés: protecteur hépatique, insuffisance de la sécrétion billiaire, cirrhose.[réf. nécessaire]

D'utilisation récente en Europe, sa richesse en flavonoïdes préserve des excès alimentaires tout en protégeant les cellules du foie: abus d'alcool, intoxication, traitement d'accompagnement des hépatites virales. Il active également la sécrétion biliaire et facilite l'évacuation des calculs rénaux et salivaires. Chrysanthellum americanum est aussi un protecteur pancréatique. Des toxines telles que la nicotine sont éliminées plus aisément avec cette plante[réf. nécessaire].